# Torrubiella rubra
Torrubiella rubra är en svampart som beskrevs av Pat. & Lagerh. 1893. Torrubiella rubra ingår i släktet Torrubiella och familjen Cordycipitaceae.   Inga underarter finns listade i Catalogue of Life.